# الطبالة
الطبالة حي شعبي من أحياء مدينة دمشق / سوريا تقع فيه كلية الهندسة الكهربائية وكلية الهندسة الميكانيكية وبعض المعاهد المتوسطة ويوجد به كنائس هامة , يرتبط مع باب شرقي وباب توما من الشمال والشمال الغربي والمنطقة الصناعية من الغرب والجنوب الغربي .